# Ареобінд Дагалайф
Флавій Ареобінд Дагалайф Ареобінд (лат. Flavius Areobindus Dagalaifus Areobindus; 460 — після 512) — державний та військовий діяч Східної Римської імперії.

## Життєпис
Походив з впливового готського роду. Його дідом був Флавій Ареобінд, консул 434 року, а батьком Флавій Дагалайф, консул 461 року. Його матір'ю була Годістея, донька Ардавурія, консула 447 року і онука Аспара.
У 503 році отримує посаду magister militum Orientem. З початком війни проти Персії імператора Анастасія I Ареобінд був спрямований на схід. У травні цього ж року, на чолі 12 тисяч легіонерів, він був відісланий до фортеці Дари стежити за армією царя Кавада I, а Патрицій та Іпатій з основною частиною армії облягали м. Аміду. Зрештою Ареобінд був змушений піти, коли перси отримали підкріплення від арабських союзників і відступив в Едесу. Там він був обложений персами у вересні, але наступної зими і підхід римських підкріплень змусили перського правителя відступити.
Влітку 504 року Ареобінд почав похід на Арзанену, зустрічаючись із серйозним опором і спустошив великі ділянки землі і повернувся до Аміди. Римська позиція стабілізувалася і війна була перенесена на перську територію. В цих умовах цар Кавад погодився на перемир'я і припинення військових дій в зимовий час.
У 505 році Ареобінд був відкликаний до Константинополя, де він був призначений консулом на наступний рік спільно з Флавієм Еннодіем Мессалою. Після цього Ареобінд жив як приватна особа в столиці імперії. У 512 році в Константинополі спалахнув бунт і народ хотів проголосити Ареобінда імператором. Але той відмовився і втік. Після цього про нього нічого невідомо. Ймовірно він помер в цьому ж році.

## Родина
Дружина — Аніція Юліана, донька Олібрія, імператора Західної Римської імперії
Діти:
- Флавій Олібрій Юніор, консул 491 року